# Laodicé VII
Pour les articles homonymes, voir Laodicé.
Laodicé VII Théa Philadelphe est une princesse hellénistique d'ascendance séleucide par son père et lagide par sa mère.
Laodicé VII est la fille d’Antiochos VIII Gryphos et de Cléopâtre Tryphaena. Elle épouse Mithridate Ier Callinicus, roi de Commagène, et elle est la mère d’Antiochos Ier Theos Dikaios Epiphane Philorhomaios Philhellène et peut-être également de sa sœur-épouse Isias Philostorgue. 
Son fils, fier de son ascendance Séleucide, tenta en vain de préserver l’indépendance de la Commagène face à la République romaine. 